# Азербайджанская эмигрантская пресса
Азербайджанская эмигрантская пресса (азерб. Azərbaycan mühacirət mətbuatı) является одной из ветвей азербайджанской прессы.

## История
С 26 сентября 1923 года в Стамбуле начал издаваться первый образец азербайджанской эмигрантской прессы — журнал «Ени Гафгасья». Главной задачей этого журнала, издаваемого основоположником Азербайджанской Демократической Республики (АДР) Мамед Эмином Расулзаде, была поддержка борьбы за национальную независимость.
В первых двадцати номерах «Ени Гафгасья» текст был написан на арабском алфавите, в следующих 10 — на латыни. В сборнике преобладала публикация произведений, написанных преимущественно в публицистическом жанре. В журнале регулярно публиковалась информация о творчестве представителей азербайджанской интеллигенции.
В 1927 году издание журнала было прекращено. Однако в Стамбуле продолжали издаваться сборники «Азери Тюрк» (1928—1930), «Яшыл ярпаг» (1928), «Одлу юрд» (1929—1931) и газета «Билдириш» (1930—1931). Изданием этих сборников также руководил Мамед Эмин Расулзаде.
В журнале «Истиглал» были опубликованы статьи «Славная память азербайджанской прессы» («Ени Гафгасья», 1926, № 9), «Наш путь» («Азери Тюрк», 1928, № 1), «Афганская трагедия» («Одлу юрд», 1929, № 1), «Поучительная трагедия» («Одлу юрд», 1929, № 3), «Совместный Кавказский фронт» (1932, № 12), «Турция и Европа» (1932, № 13), «Демократия и советы» (1932, № 30), «На Дальнем Востоке» (1933, № 34), «Украинский вопрос» (1933, № 48), «Общая информация об Азербайджане» (1952, № 9), «Провозглашение независимости Азербайджана» («Бирляшик Гафгасья», 1953, № 5) и т. д.
В сборниках публиковались также статьи азербайджанского исследователя Мирзы Мамедзаде: «Восьмилетний путь» («Ени Гафгасья», 1926. № 4), «Битва за освобождение Баку — победа 15 сентября» («Ени Гафгасья», 1927. № 24), «31 марта» («Одлу юрд», 1929. № 2), «Мирза Фатали и вопрос об алфавите» («Объединённый Кавказ», 1953, № 3), «Независимый Азербайджан» («Бирляшик Гафгасья», 1953, № 5), «День национальной победы Азербайджана» («Бирляшик Гафгасья», 1953, № 9) и др.
Помимо статей, членами азербайджанской эмиграции был написан ряд трудов: «Национальное движение Азербайджана» (М. Мамедзаде, 1938), «Движение обновления в Азербайджане в XIX веке» (Г. Байкара, 1966), «Иранская революция и освободительное движение» (Г. Байкара, 1975) и др.

## Последний этап развития азербайджанской эмигрантской прессы
В конце 80-х-начале 90-х годов XX века эмигрантская публицистика вступила в новый этап развития.
В Турции («Азербайджанские тюрки», «Хазар», Стамбул, 1990), Швеции («Араз», Лунд, 1991; «Азербайджан», Стокгольм), Великобритании («Айдынлыг», 1988, Лондон; «Страна Огней», 1988, Эдинбург), Германии (« Азер», Берлин, 1990; «Родной язык», 1984, Бонн; «Савалан», 1967, Берлин, «Эрк», 1975), Испании («Деде Горгуд», 1988, Мадрид), Бельгии («Эмигрант», 1984, Брюссель; «Огненная Родина», 1992, Брюссель), Российской Федерации («АзерРос», «Азербайджан XXI век», «Голос нации», «Азербайджанская диаспора», «Досуг», Москва; «Азербайджанские медиа», Иваново; «Азербайджан», Екатеринбург; «Наша газета», Кемерово; «Юрд», Саратов; «Инам» Санкт-Петербург; «Азербайджан», Владивосток; «Дербент», Дербент), Эстонии («Очаг»" Таллин), Украине («Савалан», Днепропетровск; «Эхо Азербайджана», «Голос Азербайджана», Киев; «Нация», Симферополь), Молдавии («Араз», Кишинев) печатались публицистические произведения эмигрантской прессы.